# مرجان (طالقان)
مرجان، روستایی است از توابع شهرستان طالقان در استان البرز ایران.
این روستا به فاصله ۶۰ کیلومتری از اتوبان کرج-قزوین در بخش بالا طالقان و در نزدیکی روستای جوستان واقع شده‌است. این روستا بافتی زیبا دارد و آبش از رودخانه کویین و محصولاتش سیب، گردو، گلابی، آلبالو، گیلاس و انواع میوه‌ها و شغل مردمش زراعت است. امروزه بیشتر مردم آن در شهرهای بزرگتر مانند تهران و کرج زندگی می‌کنند و تنها به صورت ییلاقی به مرجان می‌روند. در زمستان تعداد کمتر از ۲۰ خانوار ساکن دارد.
در گذشته محصولش غلات، ارزن، سیب زمینی، لوبیا، گردو و انواع میوه‌ها و شغل مردمش زراعت و گلیم، جاجیم و کرباس بافی بود.
مردم مرجان تات‌زبان هستند.
محوطه مرجان مربوط به هزاره اول قبل از میلاد است و در شهرستان طالقان، روستای مرجان واقع شده و این اثر در تاریخ ۱۲ بهمن ۱۳۸۱ با شمارهٔ ثبت ۷۰۵۷ به‌عنوان یکی از آثار ملی ایران به ثبت رسیده‌است.

## نگارخانه

آذرخش در روستای مرجان، شهرستان طالقان، استان البرز، ایران